# Abbeydorney
Abbeydorney (Mainistir Ó dTorna en irlandés) es una población del Condado de Kerry en la República de Irlanda. El nombre, que significa Monasterio del clan de Torna, se refiere a la Abadía de Kyrie Eleison de la orden del Císter que fue establecida en 1154 y está situada al norte de la población. 
Situada 9 km al norte de Tralee, esta ciudad del Condado de Kerry, tiene una población de 1.140 habitantes (datos de 2002) y forma parte de la parroquia de Abbeydorney / Kilflynn.
En 1880 se abrió una estación ferroviaria para dar servicio a la población en la línea de Tralee a Limerick vía Listowel. Los servicios de pasajeros fueron retirados en 1963, aunque la ruta a través de Abbeydorney continuó siendo usado por trenes de mercancías durante un tiempo antes de que la línea hasta Listowel fuera cerrada finalmente en 1977 y la de Tralee en 1978.